# Breda Ba.27
Breda Ba.27 je bilo italijansko enomotorno lovsko letalo, ki so ga zasnovali v 1930ih pri Bredi. Med Sino-japonsko vojno so ga uporabljale Kitajske letalske sile.
Ba.27 ima nizko nameščeno krilo, fiksno pristajalno podvozje in odprt kokpit.

## Tehnične specifikacije (Metallico)
- Posadka: 1 pilot
- Dolžina: 7,67 m (25 ft 2 in)
- Razpon kril: 10,80 m (35 ft 5 in)
- Višina: 3,40 m (11 ft 2 in)
- Površina krila: 18,9 m2 (203 ft2)
- Prazna teža: 1320 kg (2910 lb)
- Gros teža: 1850 kg (4078 lb)
- Motor: 1 × Alfa Romeo Mercurius radialni motor, 403 kW (540 KM)
- Največja hitrost: 380 km/h (236 mph)
- Dolet: 750 km (466 milj)
- Višina leta (servisna): 9000 m (29530 ft)
- Hitrost vzpenjanja: 11,1 m/s (2180 ft/min)